# Chloë Sevigny
Pour les articles homonymes, voir Sévigny (homonymie).
Chloë Sevigny, née le 18 novembre 1974 à Springfield (Massachusetts), est une actrice américaine.

## Biographie
Chloë Stevens Sevigny est née à Springfield, dans le Massachusetts,, et a grandi dans la ville de  Darien, dans le Connecticut avec ses parents, Janine Malinowski, américaine d'origine polonaise et Harold David Sevigny, un comptable d'origine canadienne française, reconverti comme peintre en bâtiment (et mort en 1996 d'un cancer). Elle a également un frère, Paul, qui est maintenant DJ à New York. Elle a été élevée dans la religion catholique,,.
Elle a souvent passé les étés à participer à des camps de théâtre, avec des premiers rôles dans des pièces gérées par la YMCA et a toujours aspiré à être actrice et fut scolarisée à la Darien High School (en).
Quand elle était élève au secondaire, elle a fait du baby-sitting en gardant l'acteur Topher Grace et sa jeune sœur.
Étouffée par l’environnement très conservateur de Darien, Chloë devient une adolescente rebelle, passant ses week-ends à New York, où elle fréquente les raves et les skateurs du Washington Square de Manhattan,. Elle a ouvertement admis avoir expérimenté des drogues à l'adolescence et s'est souvent décrite comme une « solitaire » et une « adolescente déprimée » et a même été envoyée par ses parents aux Alcooliques anonymes. Sa seule activité parascolaire était de faire du skateboard avec son frère aîné et passer la plupart de son temps libre dans sa chambre.
À 18 ans, elle déménage dans un appartement à Brooklyn. En 1993, elle est repérée dans une rue d'East Village par une rédactrice en chef du Sassy Magazine, qui a été tellement impressionnée par le style de la jeune femme qu'elle lui a demandé de faire un stage au magazine. Ses diverses collaborations artistiques et dans le milieu de la mode la font devenir une « It Girl » (terme désignant tout à la fois l'égérie de créateurs branchés et l'influence d'une personne sur la scène artistique).
Par la suite, elle apparaît sur la couverture du EP Full-On Bloom, de Gigolo Aunts, ainsi que dans un rôle dans un clip de Lemonheads.

## Carrière

### Révélation du cinéma indépendant américain (années 1990)
En 1995, elle fait ses débuts au cinéma grâce à son compagnon de l'époque, Harmony Korine, rencontré au Washington Square Park. Malgré son inexpérience cinématographique professionnelle, Chloë obtient son tout premier rôle dans le film Kids, réalisé par Larry Clark et dont le scénario est écrit par Korine, pour lequel était initialement pressentie l'actrice Mia Kirshner. Film controversé en raison de son sujet, Kids fait beaucoup de bruit et permet à Sevigny d'attirer l'attention d'autres réalisateurs américains exigeants.
Elle enchaîne les films comme Trees Lounge, de Steve Buscemi et aussi Les Derniers jours du disco, de Whit Stillman, dans lequel elle partage la vedette avec Kate Beckinsale, méconnue du grand public à l'époque et qui a obtenu de bonnes critiques  et le statut de film culte,, malgré le peu de succès obtenu en salles.
En dehors du cinéma, elle joue dans Hazelwood Junior High, pièce de théâtre jouée off-Broadway.
A la fin de la décennie, elle tourne avec Harmony Korine dans les films Gummo (1997) et Julien Donkey-Boy (1999) et confirme son statut d'actrice incontournable du cinéma indépendant américain.
Mais c'est avec le drame Boys Don't Cry, de Kimberly Peirce, sorti en 1999, qu'elle accède à la reconnaissance critique : elle est nommée à l'Oscar et au Golden Globe dans la catégorie meilleure actrice de second rôle. Sa partenaire dans le film, Hilary Swank, remportera l'Oscar de la meilleure actrice pour sa prestation.

### Collaborations internationales (années 2000)

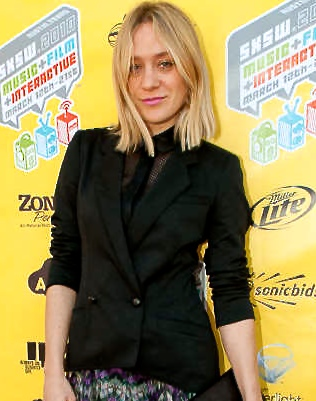
L'actrice à la première de Barry Munday au SXSW 2010.

Durant les années 2000, elle acquiert petit à petit une renommée internationale grâce à ses collaborations avec (entre autres) le réalisateur français Olivier Assayas (Demonlover), le Danois Lars von Trier (Dogville, Manderlay), le New-yorkais Woody Allen (Melinda et Melinda) ou l'Indienne Mira Nair (Un nom pour un autre). En 2003, elle suscite la polémique avec une scène de fellation non simulée dans le film The Brown Bunny, réalisé par Vincent Gallo. Elle apparaît aussi en 2006 dans le remake d'un film de Brian De Palma (Sisters).
L'année suivante, elle incarne la compagne de Jake Gyllenhaal dans le thriller Zodiac, de David Fincher, avant de tourner sous la direction de Werner Herzog (Dans l'œil d'un tueur) deux ans plus tard.
Mais surtout, de 2006 à 2011, elle joue dans la série dramatique Big Love le rôle de la mormone Nicolette Grant. Le succès de la série, diffusée par la chaîne HBO, lui permet de décrocher le Golden Globe de la meilleure actrice dans un second rôle dans une minisérie, série ou téléfilm en 2010.

### Séries (années 2010)

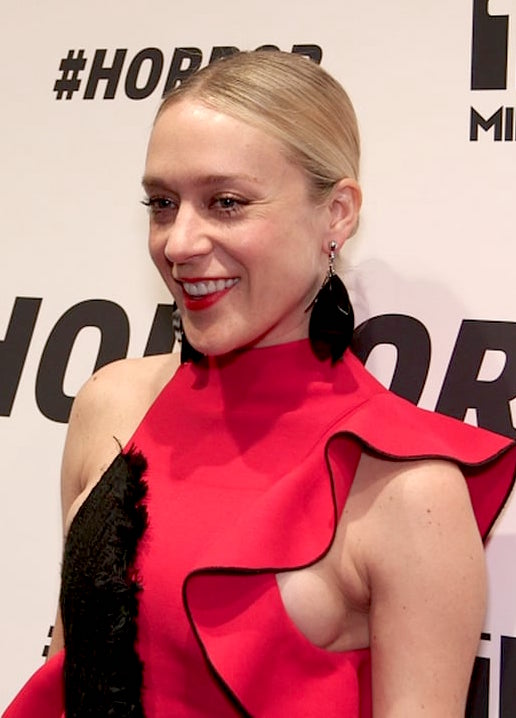
L'actrice à la première de American Horror Story : Hotel au Museum of Modern Art, en novembre 2015.

Durant les années 2010, elle continue à tourner dans des films indépendants, dont l'accueil critique est cependant majoritairement mauvais.
C'est en revenant sur le petit écran en 2012 dans la mini-série britannique Hit and Miss, qu'elle revient au premier plan. Elle y joue une femme transgenre tueuse à gage sous la direction de Paul Abbott (Shameless).
Dans la foulée, l'actrice obtient un rôle récurrent dans la série horrifique de Ryan Murphy, American Horror Story, dans laquelle elle interprète le rôle d'une nymphomane. Elle est de retour à l'automne 2015 pour la cinquième saison intitulée American Horror Story : Hotel.
Parallèlement, elle apparaît dans plusieurs autres séries — Louie, Portlandia, Doll & Em, ou encore The Mindy Project.
En 2014, elle porte la série thriller Those Who Kill, dont l'unique saison se compose de dix épisodes. Puis de 2015 à 
2017, elle fait partie de la distribution de la série Bloodline, diffusée exclusivement sur Netflix.
Au cinéma, elle connaît un regain critique en 2016 en retrouvant Kate Beckinsale pour le drame d'époque Love and Friendship, réalisé par Whit Stillman ; elle joue aussi dans le film d'horreur Antibirth, écrit et réalisé par Danny Perez. L'actrice principale est une autre valeur des années 1990, Natasha Lyonne, qu'elle retrouve par la suite pour la mini-série Poupée Russe, produite pour Netflix.
Lors du Festival de Cannes 2018, elle est membre du jury de la Semaine de la Critique, où elle a présenté deux ans plus tôt, en clôture, son premier court-métrage en tant que réalisatrice, Kitty, avec Edie Yvonne, Ione Skye et Lee Meriwether. Elle tourne alors la mini-série The Act, où elle côtoie la vétérane Patricia Arquette et la jeune Joey King.
Elle est attendue en 2019 dans le rôle-titre du biopic Lizzie, réalisé par Craig William Macneill. Elle y a pour partenaire la star Kristen Stewart.

## Vie privée
Depuis 2018, elle est en couple avec Siniša Mačković, qui tient une galerie d'art. En janvier 2020, ils annoncent attendre leur premier enfant ensemble. Le 2 mai 2020, elle donne naissance à un fils prénommé Vanja Sevigny Mačković.
Chloë Sevigny fut auparavant la compagne du chanteur et musicien anglais Jarvis Cocker à la fin des années 1990. Ils se séparent en raison d'une question d'équilibre dans la célébrité, ce qu'elle confirmera plus tard en 2009, lors d'une interview de l'actrice.

## Filmographie

### Cinéma

#### Longs métrages
- 1995 : Kids de Larry Clark : Jennie
- 1996 : Trees Lounge de Steve Buscemi : Debbie
- 1997 : Gummo d'Harmony Korine : Dot
- 1998 : Palmetto de Volker Schlöndorff : Odette
- 1998 : Les Derniers Jours du disco (The Last Days of Disco) de Whit Stillman : Alice Kinnon
- 1999 : Boys Don't Cry de Kimberly Peirce : Lana Tisdel
- 1999 : Julien Donkey-Boy d'Harmony Korine : Pearl
- 1999 : Une carte du monde (A Map of the World) de Scott Elliott : Carole Mackessy
- 2000 : American Psycho de Mary Harron : Jean
- 2000 : Sex Revelations (If These Walls Could Talk 2) de Martha Coolidge : Amy (segment 1972)
- 2002 : Demonlover d'Olivier Assayas : Elise Lipsky
- 2002 : Ten Minutes Older de Jim Jarmusch : (segment "Int. Trailer Night")
- 2003 : Party Monster de Fenton Bailey et Randy Barbato : Gitsie
- 2003 : Death of a Dynasty de Damon Dash : Femme sexy n°1
- 2003 : Dogville de Lars von Trier : Liz Henson
- 2003 : The Brown Bunny de Vincent Gallo : Daisy
- 2003 : Le Mystificateur (Shattered Glass) de Billy Ray : Caitlin Avey
- 2004 : Melinda et Melinda (Melinda and Melinda) de Woody Allen : Laurel
- 2005 : Manderlay de Lars von Trier : Philomena
- 2005 : Broken Flowers de Jim Jarmusch : L'assistante de Carmen
- 2005 : 3 Needles de Thom Fitzgerald : Clara
- 2006 : Sisters de Douglas Buck : Grace Collier
- 2007 : Lying de M. Blash : Megan
- 2007 : Zodiac de David Fincher : Melanie
- 2009 : The Killing Room de Jonathan Liebesman : Ms. Reilly
- 2009 : Dans l'œil d'un tueur (My Son, My Son, What Have Ye Done) de Werner Herzog : Ingrid
- 2009 : Beloved de Will Frears : Kim (court-métrage)
- 2010 : Barry Munday de Chris D'Arienzo : Jennifer Farley
- 2010 : Beautiful Darling : The Life and Times of Candy Darling de James Rasin : voix (documentaire)
- 2010 : Mr. Nice de Bernard Rose : Judy Marks
- 2010 : 42 One Dream Rush de Kenneth Anger et 41 autres réalisateurs
- 2013 : The Wait de M. Blash : Emma
- 2013 : Lovelace de Rob Epstein et Jeffrey Friedman : Rebecca
- 2014 : Electric Slide de Tristan Patterson : Charlotte
- 2014 : Little Accidents de Sara Colangelo : Kendra Briggs
- 2015 : #Horror de Tara Subkoff : Alex Cox
- 2016 : Antibirth de Danny Perez : Sadie
- 2016 : Love and Friendship de Whit Stillman : Alicia Johnson
- 2016 : Look Away de Monty Whitebloom et Andy Delaney : Carolyn
- 2016 : Black Dog, Red Dog d'Adriana Cepeda Espinosa : Ali
- 2017 : The Dinner d'Oren Moverman : Barbara
- 2017 : Le Bonhomme de neige (The Snowman) de Tomas Alfredson : Sylvia Ottersen / Ane Pedersen
- 2017 : Golden Exits d'Alex Ross Perry : Alyssa
- 2017 : Beatriz at Dinner de Miguel Arteta : Shannon
- 2017 : La Route sauvage (Lean on Pete) de Andrew Haigh : Bonnie
- 2018 : Lizzie de Craig William Macneill : Lizzie Borden
- 2019 : The Dead Don't Die de Jim Jarmusch : Minerva Morrison
- 2019 : Queen and Slim de Melina Matsoukas : Mme Shepherd
- 2019 : Wolfboy (The True Adventures of Wolfboy) de Martin Krejčí : Jen
- 2019 : Love Is Blind de Monty Whitebloom et Andy Delaney : Carolyn Krafft
- 2020 : Slow Machine de Joe DeNardo et Paul Felten : Chloe
- 2022 : Bones and All de Luca Guadagnino : la mère de Maren
- 2024 : Bonjour tristesse de Durga Chew-Bose : Anne
- 2025 : Atropia de Hailey Gates : Pina
- 2025 : Magic Farm de Amalia Ulman : Edna
- 2025 : After the Hunt de Luca Guadagnino : Kim

#### Courts métrages
- 1998 : Surface : Chloe
- 2009 : Beloved : Kim
- 2009 : The Fragile White Blossoms Emit a Hypnotic Cascade of Tropical Perfume Whose Sweet Heady Odor Leaves Its Victim Intoxicated d'Alia Raza
- 2010 : 42 One Dream Rush de Kenneth Anger, Asia Argento, Tadanobu Asano
- 2011 : Fight for Your Right Revisited : une metalleuse
- 2010 : All Flowers in Time de Jonathan Caouette : Holly
- 2013 : Street Car : Chloe
- 2014 : The Beckoning de Maryam L'Ange
- 2016 : Jack de David Andalman et Mariko Munro : Bret

### Télévision

#### Séries télévisées
- 2004 : Will et Grace (Will & Grace) : Monet
- 2006 - 2011 : Big Love : Nicolette Grant
- 2012 : Hit and Miss : Mia
- 2012 : American Horror Story : Asylum : Shelley
- 2012 : New York, unité spéciale (saison 13, épisode 18) : Christine Hartwell
- 2012 : Louie : Jeanie
- 2013 : Portlandia : Alexandra
- 2013 : Doll & Em : Chloë
- 2013 : The Mindy Project : Christina
- 2014 : Those Who Kill : Catherine Jensen
- 2015 : Bloodline : Chelsea O'Bannon
- 2015 : American Horror Story : Hotel : Alex Lowe
- 2019 : Poupée russe : Lenora Vulvokov
- 2019 : The Act : Mel
- 2020 : We Are Who We Are : Sarah Wilson
- 2022 : The Girl from Plainville : Lynn Roy
- 2023 : Poker Face : Ruby Ruin
- 2024 : Feud (série télévisée), saison 2 Capote vs. The Swans : C. Z. Guest
- 2024 : Monstres : l'histoire de Lyle et Erik Menéndez : Kitty Menéndez (en)

#### Téléfilms
- 2005 : Mrs. Harris : Lynne Tryforos
- 2016 : Dr Del : Brandy Sommers

#### Publicité
- 2023 : Zalando

## Distinctions

### Récompenses
- 1999 : Boston Society of Film Critics Awards : Meilleure actrice dans un second rôle pour Boys Don't Cry
- 2000 : Chicago Film Critics Association Awards : Meilleure actrice dans un second rôle pour Boys Don't Cry
- 2000 : Independent Spirit Award : Meilleure actrice dans un second rôle pour Boys Don't Cry
- 2000 : Las Vegas Film Critics Society : Meilleure actrice dans un second rôle pour Boys Don't Cry
- 2000 : Los Angeles Film Critics Association : Meilleure actrice dans un second rôle pour Boys Don't Cry
- 2000 : National Society of Film Critics : Meilleure actrice dans un second rôle pour Boys Don't Cry
- 2000 : Satellite Awards : Meilleure actrice dans un second rôle pour Boys Don't Cry
- 2010 : Golden Globes : Meilleure actrice dans un second rôle dans une série, une minisérie ou un téléfilm pour Big Love

### Nominations
- 1996 : Independent Spirit Awards : Meilleure actrice dans un second rôle pour Kids
- 2000 : Chlotrudis Awards : Meilleure actrice dans un second rôle pour Boys Don't Cry
- 2000 : Golden Globes : Meilleure actrice dans un second rôle : Meilleure actrice dans un second rôle pour Boys Don't Cry
- 2000 : MTV Movie Awards : Meilleur baiser pour Boys Don't Cry, partagé avec Hilary Swank
- 2000 : Online Film Critics Society Awards : Meilleure actrice dans un second rôle pour Boys Don't Cry
- 2000 : Oscars : Meilleure actrice dans un second rôle : Meilleure actrice dans un second rôle pour Boys Don't Cry
- 2000 : Screen Actors Guild Awards : Meilleure actrice dans un second rôle pour Boys Don't Cry
- 2000 : Southeastern Film Critics Association Awards : Meilleure actrice dans un second rôle pour Boys Don't Cry
- 2009 : Satellite Awards :
  - Meilleure actrice dans un second rôle dans une mini-série où un téléfilm pour Big Love
  - Meilleure actrice dans une série dramatique pour Hit and Miss

## Voix françaises
| - Sybille Tureau dans : - Big Love (série télévisée) - The Killing Room - Hit and Miss (série télévisée) - American Horror Story (série télévisée) - The Mindy Project (série télévisée) - Those Who Kill (série télévisée) - Bloodline (série télévisée) - The Act (série télévisée) - We Are Who We Are (série télévisée) - Anneliese Fromont dans : - Les Derniers Jours du disco - Zodiac - The Dead Don't Die | - Gaëlle Savary dans : - Love and Friendship - The Girl from Plainville (série télévisée) - Feud (série télévisée) Et aussi - Barbara Beretta dans Boys Don't Cry - Véronique Soufflet dans Une carte du monde - Kelvine Dumour dans American Psycho - Laurence Bréheret dans Le Mystificateur - Marie Donnio dans Dogville - Julie Dumas dans Melinda et Melinda - Agathe Cemin dans Le Bonhomme de neige - Claire Guyot dans Queen and Slim - Armelle Gallaud dans Poupée russe (série télévisée) - Anne Dolan dans Bones and All - Audrey Sourdive dans Poker Face (série télévisée) - Céline Ronté dans Monstres : L'Histoire de Lyle et Erik Menéndez (mini-série) |

## Citations
- « Je suis fière de mon intégrité mais assez déçue par mon cynisme. »[réf. nécessaire]
- « J'ai toujours fait des films qu'on pourrait désigner par le terme d'« avant-garde »… Qu'importe, après tout, le nom qu'on attribue pour désigner ça. »[réf. nécessaire]
- « Je savais que les gens ne le comprendraient pas. C'est une honte que des personnes écrivent tant de choses sur un film qu'ils n'ont même pas vu. Quand vous voyez le film, ça prend tout son sens. C'est un film artistique. Ça pourrait être diffusé dans des musées, des expos. C'est comme un film d'Andy Warhol. »  (à propos du film The Brown Bunny)[réf. nécessaire]
- « Je me suis posé des questions sur le genre sexuel et la sexualité dès le début de mon adolescence, et j'ai fait quelques expériences. »[réf. nécessaire]